# 完颜跋海
金安帝，女真名完顏跋海，又名洋海，金德帝完顏乌鲁之子。
金熙宗即位後，追上諡號為安皇帝，皇統四年，稱他的埋葬地為建陵，皇統五年，增諡為和靖庆安皇帝。

## 家庭
- 节皇后
  - 金献祖
  - 信德
  - 谢库德，孫完顏拔達
  - 谢夷保，子完顏盆納
  - 谢里忽

五世孫完顏婆盧火